# Taternik (czasopismo)
Taternik – magazyn informacyjny Polskiego Związku Alpinizmu, wydawany od 1907. Od 2008 ukazuje się jako kwartalnik zarówno w wersji drukowanej, jak i elektronicznej, w formacie PDF.

## Historia
„Taternik” od powstania w 1907 zachowuje tytuł i tematykę. Jest najstarszym z wychodzących do tej pory polskich czasopism sportowych. Przerwy w wydawaniu czasopisma zdarzały się kilkukrotnie, z powodu I wojny światowej lub braku funduszy.
Czasopismo „Taternik” zostało powołane do życia przez Sekcję Turystyczną Towarzystwa Tatrzańskiego uchwałą ogólnego zgromadzenia z 25 sierpnia 1906. Pierwszy numer został przygotowany przez Janusza Chmielowskiego, Romana Kordysa i Kazimierza Panka, a wydany we Lwowie z datą 1 marca 1907.
Przez cały okres istnienia czasopismo podlegało tej samej instytucji, która zmieniała nazwę na kolejno Klub Wysokogórski (1935–1974) i Polski Związek Alpinizmu (od 1974).
„Taternik” w różnych okresach był wydawany z różną częstotliwością: jako dwumiesięcznik, kwartalnik, czasem rzadziej. Od 1996 był kwartalnikiem. Był najstarszym polskim czasopismem sportowym: w latach 1907-2024 ukazało się 379 numerów pisma. Wiele archiwalnych numerów dostępnych jest bezpłatnie w internecie.
Z dniem 25 lutego 2025 r. redakcja pisma wstrzymała jego wydawanie. Komitet Redakcyjny podjął prace nad przekształceniem „Taternika” w rocznik.

### Redaktorzy naczelni
Kolejnymi redaktorami „Taternika” byli: Kazimierz Panek (1907), Roman Kordys (1908–1911), Zygmunt Klemensiewicz (1911–1912), Mieczysław Świerz (1913–1928, z przerwą w trakcie wojny), Stanisław Krystyn Zaremba (1929–1930), Jan Alfred Szczepański (1931–1936), Zdzisław Dąbrowski (1936–1939), Tadeusz Orłowski (1940–1945), Witold Henryk Paryski (1947–1949 i w 1956), Antoni Wala (1957–1960), ponownie Witold Henryk Paryski (1960–1963), Józef Nyka (1963–1991), Andrzej Kłos (1993–2000), Zbigniew Piotrowicz (2001), Janusz Kurczab (2003-2007), Jagoda Adamczyk-Ceranka (2008-2009), Renata Wcisło (2009–2015), Maciej Kwaśniewski (2015-).